# Älmhult
Älmhult  ( OUÇA A PRONÚNCIA) é uma cidade da província da Småland, na região histórica da Gotalândia, no Sul da Suécia. É a sede da comuna de Älmhult, pertencente ao condado de Kronoberg. Possui 9,77 quilômetros quadrados e segundo censo de 2018, havia 10 195 habitantes. É conhecida por ter a primeira loja da IKEA, fundada em 1958 por Ingvar Kamprad aos 17 anos. Ainda hoje, tem o armazém central da IKEA.

## Etimologia e uso
O nome geográfico Älmhult deriva do nome de uma propriedade rural, mencionada como Älmhult em 1545 e Elmhult em 1667. Em textos em português é usada a forma original Älmhult.

## Comunicações
A cidade de Älmhult é atravessada pela estrada nacional 23 (Malmö – Linköping), e é servida pela linha do Sul (Malmö – Katrineholm).